# 京都大学イノベーションキャピタル
京都大学イノベーションキャピタル株式会社（きょうとだいがくイノベーションキャピタル）は、京都市左京区に所在する京都大学が設立したベンチャーキャピタルである。

## 概要
2014年の産業競争力強化法の施行により可能になった国立大学のベンチャーキャピタルとして2014年9月1日に特定研究成果活用支援事業計画が認定され、12月に設立された。
2016年に1号ファンド、2021年に2号ファンドを設立した。

## 沿革
- 2014年（平成26年）12月22日 - 設立
- 2016年（平成28年）1月 -イノベーション京都2016投資事業有限責任組合を設立
- 2021年（令和3年）1月 - イノベーション京都2021投資事業有限責任組合を設立[3][4]

## ファンド・投資実績

### ファンド概要
京都大学イノベーションキャピタル株式会社が無限責任組合員を務める。
イノベーション京都2016投資事業有限責任組合（京都iCAP1号ファンド、KYOTO-iCAP1号ファンド）
- ファンド期間 - 2016年1月～2030年12月（5年間延長可能）
- ファンド規模 - 160億100万円

イノベーション京都2021投資事業有限責任組合（京都iCAP2号ファンド、KYOTO-iCAP2号ファンド）
- ファンド期間 - 2021年1月～2032年12月まで（5年間延長可能）
- ファンド規模 - 181億4000万円
- 有限責任組合員 - 国立大学法人京都大学、三井住友銀行、三菱UFJフィナンシャル・グループ、アステラス製薬、京都銀行

### 主な投資実績
- 京都フュージョニアリング
- ペルセウスプロテオミクス
- レグセル株式会社[5]